# Nicolas Marin
Nicolas Marin (* 29. August 1980 in Marseille) ist ein ehemaliger französischer Fußballspieler.

## Karriere
Marin begann seine Karriere beim AJ Auxerre, bevor er zu AS Saint-Étienne und CS Sedan ausgeliehen und danach auch gekauft wurde. 2007 wechselte er zum FC Lorient, aber nach mehreren Unstimmigkeiten mit dem Lorient-Manager Christian Gourcuff, vereinbarte er mit dem englischen Verein Plymouth Argyle eine Leihe von einem halben Jahr. Nachdem die Leihe ausgelaufen war, einigte er sich mit dem SC Bastia auf eine Leihe von einem Jahr. Nachdem sein Vertrag beim FC Lorient ausgelaufen war, wechselte er im Sommer 2009 zum Schweizer Klub FC Sion und im Sommer 2011 zum FC Lausanne-Sport. Bereits ein halbes Jahr später, im Januar 2012, wechselte er in die Vereinigten Arabischen Emirate zum Dubai SC. Nach sechs Monaten in Dubai, wechselte er nach Griechenland zu Skoda Xanthi. 2017 beendete er beim neukaledonischen Verein AS Magenta seine Karriere.